# سیارک ۹۹

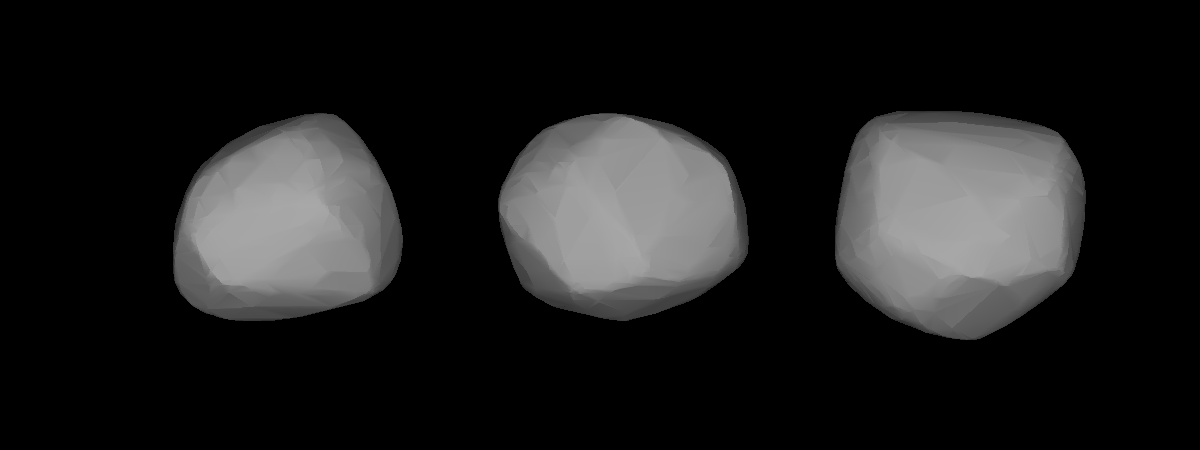
مدل سه‌بُعدی سیارک ۹۹ بر اساس منحنی نور آن

سیارک ۹۹ (به انگلیسی: 99 Dike) نود و نهمین سیارک کشف شده‌است که در ۲۸ مه ۱۸۶۸ و در مارسی کشف شد.
قدر مطلق سیارک برابر ۹٫۴۳ است.